# حسن‌آباد (سنندج)
حسن‌آباد (سنندج)، روستایی از توابع بخش مرکزی شهرستان سنندج در استان کردستان ایران است.

## جمعیت
این روستا در دهستان آبیدر قرار دارد و براساس سرشماری مرکز آمار ایران در سال ۱۳۸۵، جمعیت آن ۷٬۲۹۲ نفر (۱٬۸۶۸خانوار) بوده‌است.
روستای حسن‌آباد در سال ۱۳۸۹ به شهر تبدیل و با تأسیس شعبه شهرداری و با توجه به نزدیکی مسافت به عنوان ناحیه منفصل شهری از شهرداری منطقه ۳ سنندج شناخته‌شد.